# Тайваньский улун
Тайваньский улун (кит. 烏龍茶, палл. улунча) — сорт чая группы улун, который выращивают на Тайване и в Китае. Другие названия:
- Улун «Формоза» или Формозский улун, от устаревшего западного названия острова Тайвань — «Формоза».
- Пэнфэн — сильно ферментированный тайваньский улун с особенным пряным вкусом. Настой при заваривании имеет золотистый цвет, из-за чего его сравнивают с шампанским.[1]

## История
Самые ранние данные о чайных плантациях Тайваня датируются 1717 годом. Сведения содержатся в Лянь Ши Ша (水沙连), современное название — Yuchi (鱼池), и Puli (埔里). Согласно сведениям Лянь Хэна (连横), в конце XVIII века Ke Чао (柯朝) привез чайные кусты из провинции Фуцзянь в Тайвань и посадил их в Джи Ю Кенге (栉鱼坑) (в настоящее время это место известно, как Тайбэй. Тем не менее, историческая запись указывает на то, что чайный бизнес в области Тайбэй начался еще в конце 18 века. Таким образом, можно полагать, что чай начал культивироваться в Тайване более двух веков назад.
В 1855 году Линь Фэн Чи (林凤池) привез чайные кусты Чин Син О Лог (青心乌龙) из провинции Фуцзянь и посадил их на Тайване. Так появился «Улун Дун Дин».
В 1869 году английский торговец Джон Додд привез из Китая в Нью-Йорк «чай из Формозы», выращенный и обработанный на фабрике «Ваньхуа». Это и был формозский улун, а точнее сорт «Восточная красавица». Чай сразу приобрел высокую популярность у американских богачей и был благодаря этому выгодно и быстро продан. После такого события многие купцы и торговцы стали привозить этот улун из Тайваня.
Во время Второй мировой войны, когда остров был оккупирован японцами, продукция экспортировалась в Японию.

## Технология изготовления
Формозский улун — средне ферментированный чай со скрученными листьями. В его аромате можно почувствовать фруктово-медовые ноты. Его изготавливают вручную из почек и верхних листков чайного куста, поэтому качество этого чая считается наивысшим.
Время сборки каждого сорта чая строго ограничено. Так некоторые сорта должны собираться только летом, так как именно в этот период ведет активную жизнедеятельность зеленокрылая цикада, которая вылупляется из личинки и питается соком побегов чайного растения. После этих укусов, сок запекается на поверхности верхних листьев — это придаёт улуну свой специфический аромат.
Лучшие разновидности формозского улуна производятся из чайного куста «Да Пан с зелёной сердцевиной». Его нижняя листовая часть густо покрывается белыми ворсинками (т.н. «улун с белыми ворсинками»).

## Лечебные свойства
Улун «Формоза» — это полезный и расслабляющий чай. Улуны частично ферментируются и остаются, в основном, в своем естественном состоянии. Чайные листья содержат антиоксиданты и полифенолы, различные химические элементы (марганец, железо, фосфор, кальций, цинк магний, йод, селен) и витамины (С, D, E, B1, B3, B12). Сочетание антиоксидантов и кофеина улучшает и ускоряет обмен веществ.

## Способ приготовления
Горячий чай лучше всего заваривать не крутым кипятком, а горячей водой. Когда листья хорошо пропитаются, воду сливают. Затем через одну минуту чай заваривается снова: теперь он готов к употреблению.
В холодный чай кладут примерно шесть чайных ложек чая в термостойкий кувшин. Заливают четырьмя стаканами свежей кипяченой воды. Выдерживают 5 минут, а затем доливают еще холодной воды. В такой напиток часто кладут лед.